# East Windsor (Connecticut)
East Windsor è un comune di 10.447 abitanti degli Stati Uniti d'America, situato nella Contea di Hartford nello Stato del Connecticut.